# Kléver Rodrigo Gomes Rufino
Kléver Rodrigo Gomes Rufino (* 20. Juni 1989 in Mirassol, São Paulo) ist ein brasilianischer Fußballspieler.

## Karriere
Zur Spielzeit 2010 steig er in die erste Mannschaft von Fluminense FC aus Rio de Janeiro auf. Da er nur Ersatz war, wurde er in der Spielzeit 2011 zu Volta Redonda FC verliehen. Nach der Leihe kehrte er wieder zu Fluminense zurück und durfte sein Debüt in der Série A erst am 6. Oktober 2013 feiern. Bei der 0:1-Niederlage gegen SC Internacional wurde er von Trainer Vanderlei Luxemburgo über die gesamte Spielzeit eingesetzt. Sein Debüt im internationalen Vereinsfußball durfte er am 28. August 2014 geben. In Copa Sudamericana 2014 gewann er mit seiner Mannschaft 2:1 gegen Goiás EC. Zur Spielzeit 2016 verließ er Fluminense und wechselte in die Série B zu Atlético Goianiense. Dort debütierte er am 14. Mai 2016 bei dem 1:0-Sieg gegen Oeste FC. Mit Atlético Goianiense schaffte er in der Spielzeit 2016 den Aufstieg in Série A und debütierte für Goianiense in der Serie A am 16. Mai 2017 bei der 1:4-Niederlage gegen Coritiba FC. Für Goianiense stand er bis Anfang Dezember 2018 unter Vertrag. Am 7. Januar 2019 unterzeichnete er einen Vertrag beim in der Série B spielenden Guarani FC in Campinas. Ein Jahr später wechselte er zum Boavista SC nach Saquarema.

## Erfolge
Fluminense Rio de Janeiro
- Série A: 2010, 2012
- Staatsmeisterschaft von Rio de Janeiro: 2012

Atlético Goianiense
- Série B: 2016